# Saint-Pont
Saint-Pont ist eine französische Gemeinde mit 692 Einwohnern (Stand: 1. Januar 2022) im Département Allier  in der Region Auvergne-Rhône-Alpes. Sie ist dem Kanton Bellerive-sur-Allier und dem Arrondissement Vichy zugeteilt.

## Geografie
Saint-Pont liegt acht Kilometer westnordwestlich von Vichy in der Landschaft Limagne bourbonnaise westlich des Flusses Allier. Das Gemeindegebiet wird vom Flüsschen Châlon durchquert und mündet hier in den Andelot. Umgeben wird Saint-Pont von den Nachbargemeinden Broût-Vernet im Norden, Vendat im Osten, Espinasse-Vozelle im Süden und Südosten sowie Escurolles im Westen und Südwesten.

## Bevölkerungsentwicklung
| Jahr                       | 1936 | 1946 | 1954 | 1962 | 1968 | 1975 | 1982 | 1990 | 1999 | 2006 | 2018 |
| -------------------------- | ---- | ---- | ---- | ---- | ---- | ---- | ---- | ---- | ---- | ---- | ---- |
| Einwohner                  | 502  | 521  | 486  | 451  | 408  | 387  | 412  | 435  | 449  | 516  | 668  |
| Quellen: Cassini und INSEE |      |      |      |      |      |      |      |      |      |      |      |

## Sehenswürdigkeiten
- Kirche Saint-Mayeul-Saint-Pont aus dem 11./12. Jahrhundert, im 19. Jahrhundert umgebaut, Monument historique seit 1980
- Schloss Saint-Pont, Monument historique seit 1990

Siehe auch: Liste der Monuments historiques in Saint-Pont

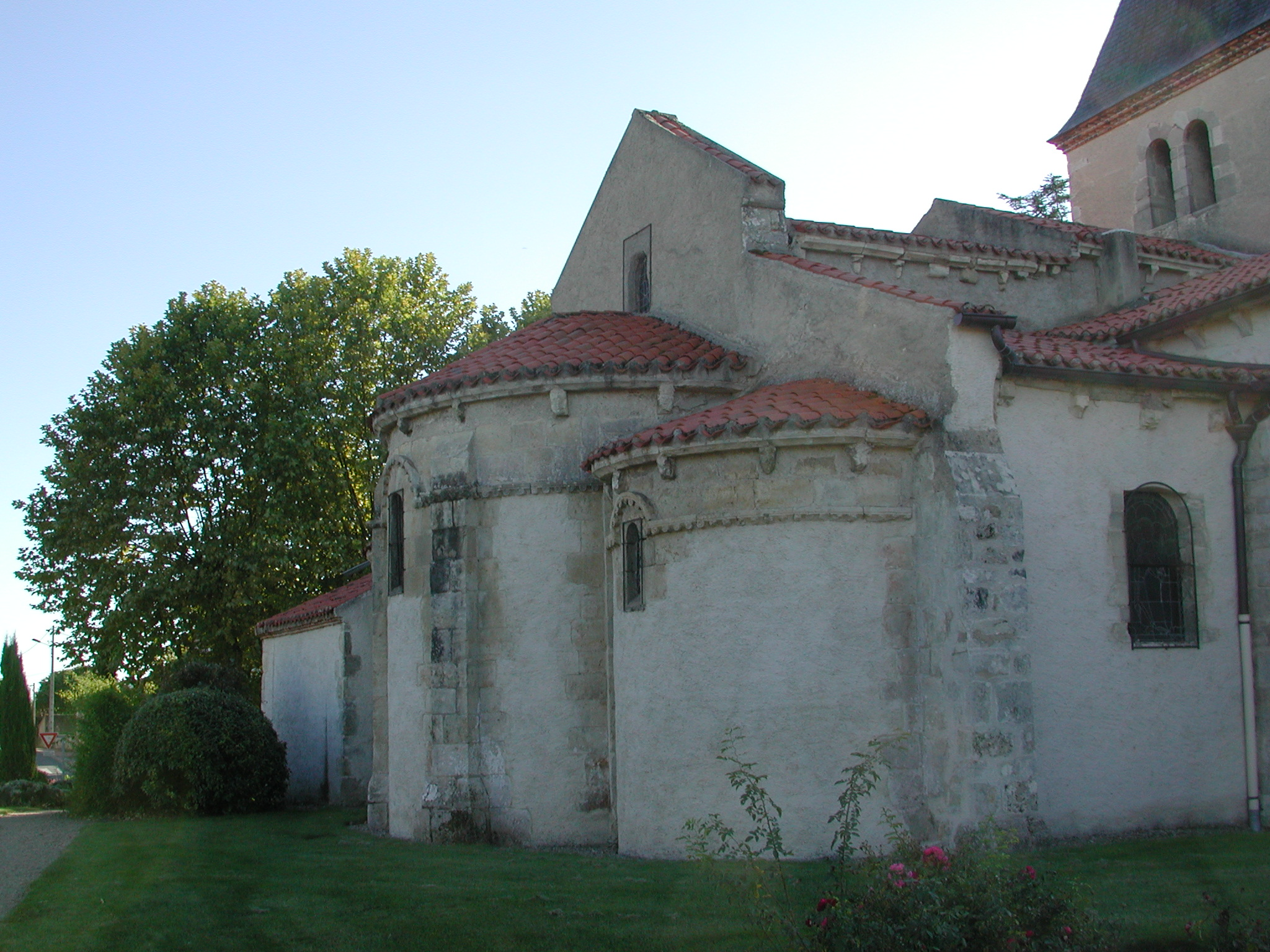
Kirche Saint-Mayeul-Saint-Pont
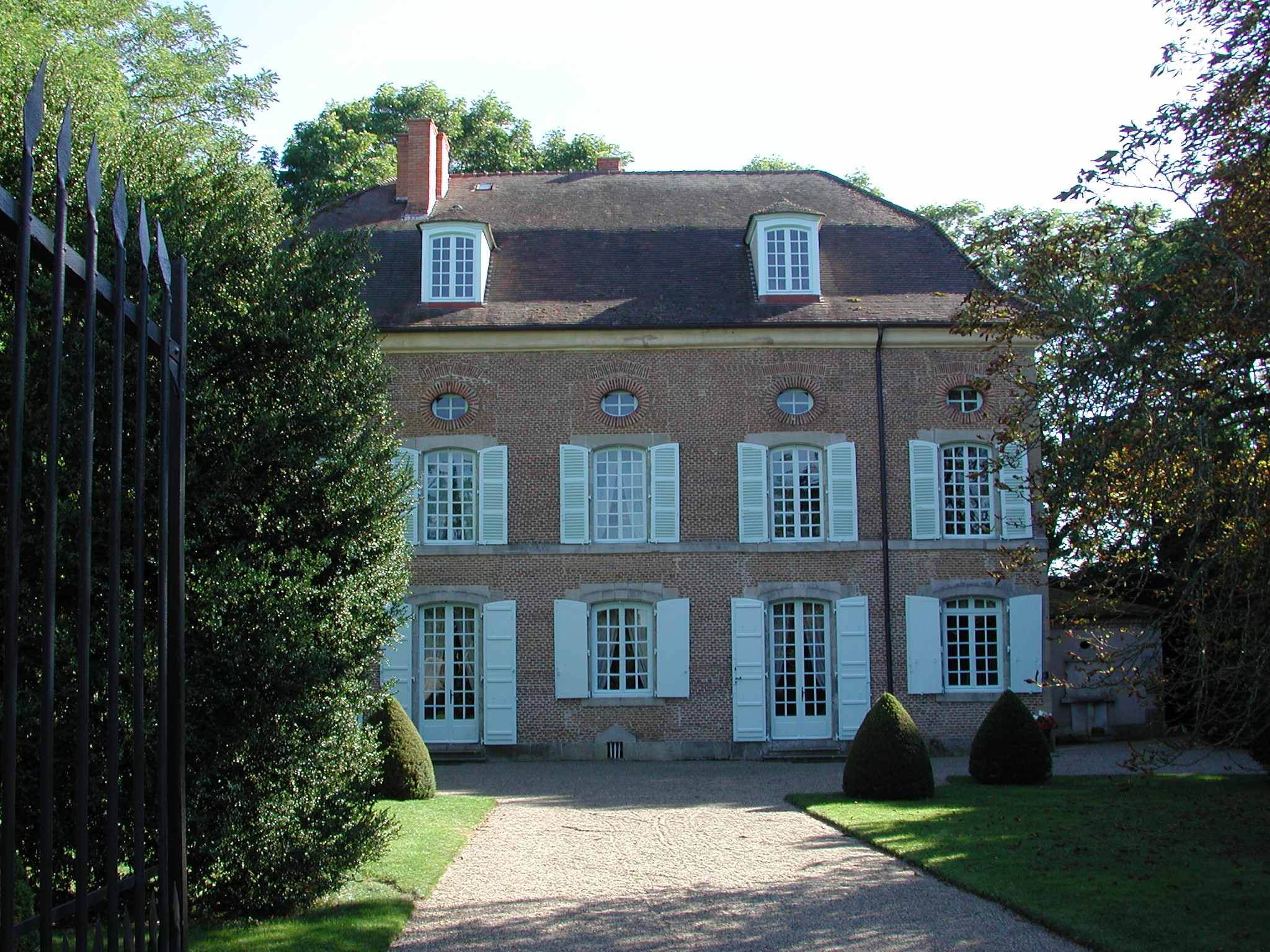
Schloss Saint-Pont

## Persönlichkeiten
- Alain Borne (1915–1962), Dichter